# تپه قلعه رکی
تپه قلعه رکی در شهرستان خرم‌آباد، بخش دوره چگنی، روستای پانسار واقع شده و این اثر در تاریخ ۷ آذر ۱۳۸۳ با شمارهٔ ثبت ۱۱۲۵۷ به‌عنوان یکی از آثار ملی ایران به ثبت رسیده‌است.